# هورسین
هورسین، روستایی است از توابع بخش صومای برادوست و در شهرستان ارومیه استان آذربایجان غربی ایران.
این روستا در ده کیلومتری مرز ایران و ترکیه قرار گرفته است.
مردم این روستا به زبان کردی با لهجه 
کرمانجی رم یا اصل صحبت میکنند. مردم این روستا 
سنی شافعی هستند.
روستای هورسین دارای آب و هوای سرد در زمستان و گرم و مرطوب در تابستان است.
شغل بیشتر مردم روستا کشاورزی و دامداری به همراه باغداری است.

## جمعیت
این روستا در دهستان صومای جنوبی قرار داشته و بر اساس سرشماری سال ۱۳۸۵ جمعیت آن ۱۱۴۷ نفر (۱۷۸ خانوار)
بوده‌است.